# Хартуларі Віктор Вікторович
Віктор Вікторович Хартуларі (нар. 7 (19) вересня 1865 — пом. 5 вересня 1928) — російський військовик, генерал-майор Російської імператорської армії. Нащадок давнього шляхетського роду грецького походження.
Син полковника Віктора Хартуларі і брат акторки Ганни Совачової.

## Життєпис
Народився 19(7) вересня 1865 року в родині військового.
У 1883 році закінчив 4-й Московський кадетський корпус і 1 вересня того ж року зарахований до Михайлівського артилерійського училища, яке закінчив 1886 року, отримавши звання підпоручика. Направлений у 3-ю резервну артилерійську бригаду. У 1891 році закінчив за першим розрядом Михайлівську артилерійську академію і був переведений у гвардійську артилерію. Відряджений до складу комісії під головуванням капітана Сергія Мосіна на Тульський трубково-інструментальний завод, де виготовлялись лекала для гвинтівки нового зразка. Згодом переведений на Іжевський зброярський завод.
З лютого 1904 по березень 1911 року обіймав посаду начальника інструментального відділу заводу військово-лікарських заготовлень, з 1904 року — полковник.
З березня 1911 по жовтень 1914 року — начальник контрольного відділення Головного артилерійського управління (ГАУ). З квітня 1913 року — генерал-майор.
З 18 листопада 1915 року очолював тимчасову господарсько-будівельну комісію з будівництва сталеливарного заводу в станиці Каменській.
Після Жовтневого перевороту 1917 року — в лавах Збройних сил Півдня Росії, проходив службу у відділі артилерійських заготівель, був членом правління Таганрозького заводу.
На початку 1920 року емігрував спочатку до Королівства сербів, хорватів і словенців, де працював на військовому заводі в Крагуєваці. З 1924 року мешкав у Чехословаччині, де працював на зброярському заводі фірми «Шкода» в Пльзені.
Помер 5 вересня 1928 року в Празі. Похований на південній ділянці Ольшанського цвинтаря.

## Нагороди
- Орден Святого Станіслава 2-го ступеня (1906);
- Орден Святої Анни 2-го ступеня (1909);
- Орден Святого Володимира 3-го ступеня (1913);
- Орден Святого Станіслава 1-го ступеня (22.03.1915);
- Орден Святої Анни 1-го ступеня (30.07.1915);
- Орден Святого Володимира 2-го ступеня (10.04.1916).